# Bastien Tronchon
Bastien Tronchon (Chambéry, 29 de marzo de 2002) es un ciclista profesional francés miembro del equipo Decathlon AG2R La Mondiale Team.

## Biografía
En agosto de 2022 ganó la 3.ª etapa de la Vuelta a Burgos, que fue su primera carrera profesional, cuando acababa de empezar como stagiaire (aprendiz) del AG2R Citroën Team.

## Palmarés
2022
- 1 etapa de la Vuelta a Burgos[1]

2025
- Tro Bro Leon

## Resultados en Grandes Vueltas
| Carrera | Carrera         | 2023 | 2024 | 2025 |
| ------- | --------------- | ---- | ---- | ---- |
|         | Giro de Italia  | —    | 88.º | —    |
|         | Tour de Francia | —    | —    | 77.º |
|         | Vuelta a España | —    | —    | —    |

—: no participa
Ab.: abandono

## Equipos
- AG2R Citroën U23 Team (2022)
- AG2R Citroën Team (stagiaire) (08.2022-12.2022)
- AG2R (2023-)
  - AG2R Citroën Team (2023)
  - Decathlon AG2R La Mondiale Team (2024-)